# Daddy (Beyoncé-Lied)
Daddy ist ein Lied der US-amerikanischen R&B-Sängerin Beyoncé aus ihrem Debütalbum Dangerously in Love (2003). Das Lied wurde von Beyoncé zusammen mit Mark Batson geschrieben. Ursprünglich sollte das Lied nicht als „Bonustitel“ auf dem Album erscheinen, aber Beyoncé hatte die Möglichkeit, noch mehr Material für das Album aufzunehmen, nachdem das Veröffentlichungsdatum des Albums einmal verschoben wurde. Daddy wurde am 3. Juni 2003 bei US iTunes durch ihre Plattenfirma Columbia Records als Promo-Single veröffentlicht.
Beyoncé erklärte, dass das Lied von der Hingabe und der Loyalität ihres Vaters und Managers Mathew Knowles handelt. Viele Lieder des Albums behandeln Beziehungen als Hauptthema. Jedoch beschreibt Daddy eine Tochter-Vater Beziehung in einer direkten Art.

## Hintergrund
Beyoncé schrieb Daddy zusammen mit Mark Batson. Er wurde als „Bonustitel“ auf dem Album Dangerously in Love veröffentlicht, als fünfzehnter und letzter Titel. Beyoncé hatte ursprünglich nicht vor, das Lied noch auf dem Album erscheinen zu lassen. Sie bekam jedoch positive Rückmeldungen zu ihren Liedern, dies nahm sie zum Anlass, an weiterem Material für das Album zu arbeiten, darunter auch Daddy. Beyoncé nahm für Dangerously in Love über 43 Lieder auf. Die Aufnahmen wurden von ihrem Vater Mathew beaufsichtigt. Das Lied wurde am 3. Juni 2003 als Promo-Single in den USA durch ihre Plattenfirma Columbia Records bei iTunes veröffentlicht. Das Lied erschien auch auf dem Soundtrack Album zu Tyler Perrys Film Daddy’s Little Girls (2007).
Zudem Inhalt von Daddy, erzählte Beyoncé MTV News:

„Meine Mutter und mein Vater leben schon seit 23 bis 24 Jahren zusammen, und ich habe alles miterlebt. Mein Vater war immer für meine Mutter da und für unsere Familie und für mich und meine Schwester und [meine Cousine] Kelly Rowland. Diese Loyalität und seine Stärke ist der Grund, warum ich Daddy geschrieben habe.“

## Komposition
Daddy ist ein fast fünf Minuten langes R&B-Lied. Im ersten Vers des Liedes erinnert sich Beyoncé an die Zeiten mit ihrem Vater und Manager Mathew Knowles zurück, vom Kindes- bis zum Erwachsenenleben. Sie singt darüber, dass sie einen Ehemann haben wolle, der so sei wie ihr Vater. Dies wird in dieser Textzeile verdeutlicht: „I treasure every irreplaceable memory and that’s why I want my unborn son to be like my daddy, I want my husband to be like my daddy, there is no one else like my daddy.“

## Kritik
Mark Edward Nero von About.com erklärte, dass Daddy möglicherweise nur für das Soundtrack Album zum Film Daddy’s Little Girls geschrieben wurde und an einem „entscheidenden Punkt des Films“ seine Verwendung gefunden hätte. Er sah den Titel des Liedes als eine Referenz für die freundschaftliche Beziehung von Beyoncé mit Jay-Z und den aufkommenden Gerüchten, ob sie heiraten würden.
Nero fügte hinzu, dass sich viele Fans fragen werden, was als Nächstes in ihrer Beziehung passiert. Marc Anthony Neal vom internationalen Online-Magazin PopMatters bezeichnete Daddy als den „einflussreichsten“ Titel von Dangerously in Love. Er schrieb, dass das Lied ein Tribut an ihren Vater Mathew Knowles ist und erklärte, dass Knowles „den Mann umfasst, welcher den künstlerischen Sprung von Dangerously in Love möglich gemacht hat.“ Am Ende seiner Aussage erzählte er: „Wenn die Zuhörer zum fünfzehnten und letzten Titel des Albums kommen, werden sie so von Beyoncés Vielfalt überrascht und begeistert sein, dass sie das Lied gut finden werden.“
Anthony DeCurtis vom Rolling Stone Magazin erzählte zum Album: „Es beginnt mit Energie bei Crazy in Love (2003) und endet mit Daddy, eine fünfminütige Reverenz an ihren Manager und Vater, eine Anthologie der vernehmbaren und lyrischen Klischeen.“ MTV News schrieb, dass sich Daddy von anderen Liebesliedern des Albums unterscheidet, es ist eine „direkte Botschaft“ an ihre engste Bezugsperson. Allison Stewart von der The Washington Post bezeichnete Daddy als einen „gruseligen Bonustitel“. Spence D. von IGN Music erklärte, dass Daddy nicht eine Tochter-Vater Beziehung beschreibt, sondern eine Mann-Frau Beziehung: „Ich möchte einen Ehemann, der so wie mein Vater ist.“